# Helle Helle
Helle Helle (ur. 14 grudnia 1965) – duńska autorka powieści i opowiadań, laureatka Wielkiej Nagrody Akademii Duńskiej.

## Życiorys
Urodziła się 14 grudnia 1965 jako Helle Olsen. Zadebiutowała w 1993 roku powieścią Eksempel på liv, która wraz z jej kolejnymi dziełami Rester (1996) i Biler og dyr (2000) zaliczana jest do nurtu realizmu minimalistycznego lat 90. Przełomem w karierze Helle Helle była powieść Prom do Puttgarden (2005), która przyniosła autorce duńską nagrodę Kritikerprisen. Z kolei jej powieści Ned til hundene (2008) oraz de (2018) zyskały nominacje do Nagrody literackiej Rady Nordyckiej.
W swojej twórczości eksperymentuje z formą i językiem: dla przykładu, powieść de została utrzymana całkowicie w czasie teraźniejszym. Jej dzieła opisują cichą codzienność duńskich peryferiów, a także postaci wywodzące się z klasy średniej. Narratorem najczęściej jest kobieta.
Jest laureatką Nagrody im. Pera Olova Enquista (2009), Wielkiej Nagrody Akademii Duńskiej (2016) oraz Złotych Laurów. Jej dzieła zostały przetłumaczone na dwadzieścia języków.

## Twórczość
- 1993: Eksempel på liv
- 1996: Rester (opowiadania)[3]
- 1999: Hus og hjem[1]
- 2000: Biler og dyr (opowiadania)[3]
- 2002: Forestillingen om et ukompliceret liv med en mand[1]
- 2005: Rødby-Puttgarden, wyd. pol.: Prom do Puttgarden. Marek Stafiej (tłum.). Gdańsk: Słowo/obraz Terytoria, 2010. ISBN 978-83-7453-004-0. Brak numerów stron w książce
- 2008: Ned til hundene
- 2011: Dette burde skrives i nutid[1]
- 2014: Hvis det er[3]
- 2018: de